# Puchar Ukrainy w piłce siatkowej mężczyzn (2023/2024)
Puchar Ukrainy w piłce siatkowej mężczyzn 2023/2024 – 30. edycja rozgrywek o siatkarski Puchar Ukrainy zorganizowana przez Ukraiński Związek Piłki Siatkowej oraz Profesjonalną Ligę Piłki Siatkowej Ukrainy. Zainaugurowana została 13 października 2023 roku. Brało w niej udział 30 zespołów z Superligi, wyższej ligi, I ligi oraz II ligi.
Rozgrywki składały się z trzech rund wstępnych oraz turnieju finałowego, w ramach którego rozegrano ćwierćfinały, półfinały, mecz o 3. miejsce oraz finał.
Turniej finałowy odbył się w dniach 15-17 marca 2024 roku w Arenie PVLU w miejscowości Hodyliw. Po raz pierwszy Puchar Ukrainy zdobył Epicentr-Podolany Horodok, który w finale pokonał WK Prometej Dnipro. Trzecie miejsce zajął Żytyczi-Polissia Żytomierz. Najlepszym zawodnikiem (MVP) turnieju finałowego wybrany został Landry Yaoussia Kavogo.
Rozgrywki o krajowy puchar przywrócone zostały po jednym sezonie przerwy. W sezonie 2022/2023 w miejsce Pucharu Ukrainy zorganizowany został Puchar Ligi Ukraińskiej.

## System rozgrywek
Rozgrywki o Puchar Ukrainy w sezonie 2023/2024 składały się z trzech rund wstępnych, ćwierćfinałów, półfinałów, meczu o 3. miejsce i finału.
W I rundzie uczestniczyły drużyny grające w I i II lidze. Zespoły podzielone zostały na grupy (A-D) na podstawie ubiegłorocznego rankingu. W każdej grupie drużyny rozegrały ze sobą po jednym meczu. Z grup A i B do drugiej rundy awansowali zwycięzcy, natomiast z grup C i D także drużyny, które zajęły 2. miejsce.
W II rundzie do zespołów, które awansowały z I rundy, dołączyły drużyny z wyższej ligi. Zespoły podzielone zostały na trzy grupy (E-G) na podstawie ubiegłorocznego rankingu. W każdej grupie drużyny rozegrały ze sobą po jednym meczu. Do III rundy awansowały dwa najlepsze zespoły z każdej grupy oraz najlepsza drużyna z trzeciego miejsca.
Od III rundy udział w rozgrywkach rozpoczęło 5 zespołów z Superligi najniżej sklasyfikowanych w ubiegłorocznym rankingu. Podzielone zostały w drodze losowania na cztery grupy (H-K). W każdej grupie drużyny rozegrały ze sobą po jednym meczu. Zwycięzcy poszczególnych grup awansowali do ćwierćfinałów.
Od ćwierćfinałów w rozgrywkach uczestniczyły pozostałe zespoły grające w Superlidze. Ćwierćfinałowe pary powstały w drodze losowania, które odbyło się 29 lutego. Cztery najlepsze drużyny poprzedniego sezonu Superligi zostały rozstawione. Zwycięzcy awansowali do półfinałów. Pary półfinałowe ustalone zostały zgodnie z drabinką turniejową. Zwycięzcy półfinałów rozegrali finał o Puchar Ukrainy, przegrani natomiast rywalizowali o 3. miejsce. We wszystkich rundach fazy pucharowej o awansie decydował jeden mecz.

## Drużyny uczestniczące
| Superliga-Dmart (9 drużyn)             | Superliga-Dmart (9 drużyn) |
| -------------------------------------- | -------------------------- |
| WSK Bukowyna Czerniowce                | ćwierćfinał                |
| Burewisnyk-SzWSM Czernihów             | III runda                  |
| Epicentr-Podolany Horodok              | 1. miejsce                 |
| Jurydyczna akademіja Charków           | 4. miejsce                 |
| WK MHP-Ładyżyn-SZWSM-Kołos Winnica     | ćwierćfinał                |
| Policija ochorony-ZUNU-Dynamo Tarnopol | ćwierćfinał                |
| Prometej Dnipro                        | 2. miejsce                 |
| WK Reszetyliwka-Barkom-Każany          | ćwierćfinał                |
| Żytyczi-Polissia Żytomierz             | 3. miejsce                 |

| Wyższa liga (6 drużyn) | Wyższa liga (6 drużyn) |
| ---------------------- | ---------------------- |
| WK Bachmut-SZWSM       | III runda              |
| Chotynśki kozaky       | II runda               |
| MSK Dnipro Czerkasy    | III runda              |
| Krywbas Krzywy Róg     | III runda              |
| Podilla Chmielnicki    | III runda              |
| Pokuttia Śniatyn       | III runda              |

| I liga (7 drużyn)      | I liga (7 drużyn) |
| ---------------------- | ----------------- |
| WK Danish Textiles     | I runda           |
| Doneczczyna-KDIUSSZ №1 | I runda           |
| WK Horisz              | III runda         |
| NUBiP Ukrainy          | III runda         |
| NUFWSU                 | II runda          |
| Patriot-Weres-Riwne    | I runda           |
| UżNU                   | II runda          |

| II liga (8 drużyn)             | II liga (8 drużyn) |
| ------------------------------ | ------------------ |
| Bioresurs Żytomierz            | I runda            |
| CHAES-NAEK Niecieszyn          | II runda           |
| WK Irpień-Molodist             | II runda           |
| WK Krop                        | I runda            |
| Policija ochorony Tarnopol     | I runda            |
| WK Sadhora-Nywa                | I runda            |
| Uniwersytet Łesi Ukrainki      | I runda            |
| Winnicka obłasna SDIUSSZ-SZWSM | I runda            |

## Rozgrywki

### I runda
awans do II rundy

#### Grupa A
Tabela
| Lp. | Drużyna               | Mecze | Mecze   | Mecze   | Pkt | Sety | Sety | Sety  | Małe punkty | Małe punkty | Małe punkty |
| Lp. | Drużyna               | M     | W (3:2) | P (2:3) | Pkt | wyg. | prz. | ratio | zdob.       | str.        | ratio       |
| --- | --------------------- | ----- | ------- | ------- | --- | ---- | ---- | ----- | ----------- | ----------- | ----------- |
| 1   | CHAES-NAEK Niecieszyn | 2     | 2 (2)   | 0 (0)   | 4   | 6    | 4    | 1.500 | 228         | 221         | 1.032       |
| 2   | WK Sadhora-Nywa       | 2     | 1 (0)   | 1 (1)   | 4   | 5    | 3    | 1.667 | 192         | 188         | 1.021       |
| 3   | Patriot-Weres-Riwne   | 2     | 0 (0)   | 2 (1)   | 1   | 2    | 6    | 0.333 | 183         | 194         | 0.943       |

Źródło: 
Punktacja: 3:0 i 3:1 – 3 pkt; 3:2 – 2 pkt; 2:3 – 1 pkt; 1:3 i 0:3 – 0 pkt
Zasady ustalania kolejności: 1. liczba zwycięstw; 2. liczba punktów; 3. stosunek setów; 4. stosunek małych punktów; 5. bilans w bezpośrednich meczach
Wyniki spotkań
| 13.10.2023 15:00 (UTC+3) | CHAES-NAEK Niecieszyn | 3:2 (25:20, 17:25, 23:25, 25:20, 24:22) raport | WK Sadhora-Nywa | Layar Palace, Chyrów Sędziowie: Witalij Jacyk i Ołeh Marycz |

| 14.10.2023 13:00 (UTC+3) | Patriot-Weres-Riwne | 2:3 (21:25, 25:20, 21:25, 31:29, 11:15) raport | CHAES-NAEK Niecieszyn | Layar Palace, Chyrów Sędziowie: Witalij Jacyk i Ołeh Marycz |

| 15.10.2023 9:00 (UTC+3) | WK Sadhora-Nywa | 3:0 (28:26, 26:24, 26:24) raport | Patriot-Weres-Riwne | Layar Palace, Chyrów Sędziowie: Witalij Jacyk i Serhij Ławrenczuk |

#### Grupa B
Tabela
| Lp. | Drużyna             | Mecze | Mecze   | Mecze   | Pkt | Sety | Sety | Sety  | Małe punkty | Małe punkty | Małe punkty |
| Lp. | Drużyna             | M     | W (3:2) | P (2:3) | Pkt | wyg. | prz. | ratio | zdob.       | str.        | ratio       |
| --- | ------------------- | ----- | ------- | ------- | --- | ---- | ---- | ----- | ----------- | ----------- | ----------- |
| 1   | WK Horisz           | 3     | 3 (0)   | 0 (0)   | 9   | 9    | 0    | MAX   | 230         | 180         | 1.278       |
| 2   | WK Danish Textiles  | 3     | 2 (0)   | 1 (0)   | 6   | 6    | 4    | 1.500 | 234         | 192         | 1.219       |
| 3   | WK Krop             | 3     | 1 (0)   | 2 (0)   | 3   | 3    | 6    | 0.500 | 163         | 214         | 0.762       |
| 4   | Bioresurs Żytomierz | 3     | 0 (0)   | 3 (0)   | 0   | 1    | 9    | 0.111 | 209         | 250         | 0.836       |

Źródło: 
Punktacja: 3:0 i 3:1 – 3 pkt; 3:2 – 2 pkt; 2:3 – 1 pkt; 1:3 i 0:3 – 0 pkt
Zasady ustalania kolejności: 1. liczba zwycięstw; 2. liczba punktów; 3. stosunek setów; 4. stosunek małych punktów; 5. bilans w bezpośrednich meczach
Wyniki spotkań
| 13.10.2023 17:00 (UTC+3) | WK Danish Textiles | 3:0 (25:10, 25:14, 25:14) raport | WK Krop | DIUSSZ "Sokolany", Sokal Sędziowie: Nazarij Kłymko i Andrij Diaczuk |

| 13.10.2023 19:00 (UTC+3) | WK Horisz | 3:0 (28:26, 25:21, 25:21) raport | Bioresurs Żytomierz | DIUSSZ "Sokolany", Sokal Sędziowie: Andrij Diaczuk i Nazarij Kłymko |

| 14.10.2023 17:00 (UTC+3) | WK Krop | 3:0 (26:24, 25:18, 25:22) raport | Bioresurs Żytomierz | DIUSSZ "Sokolany", Sokal Sędziowie: Andrij Diaczuk i Nazarij Kłymko |

| 14.10.2023 19:00 (UTC+3) | WK Danish Textiles | 0:3 (25:27, 21:25, 17:25) raport | WK Horisz | DIUSSZ "Sokolany", Sokal Sędziowie: Nazarij Kłymko i Andrij Diaczuk |

| 15.10.2023 9:00 (UTC+3) | WK Horisz | 3:0 (25:16, 25:15, 25:18) raport | WK Krop | DIUSSZ "Sokolany", Sokal Sędziowie: Nazarij Kłymko i Andrij Diaczuk |

| 15.10.2023 11:00 (UTC+3) | Bioresurs Żytomierz | 1:3 (25:21, 13:25, 23:25, 16:25) raport | WK Danish Textiles | DIUSSZ "Sokolany", Sokal Sędziowie: Andrij Diaczuk i Nazarij Kłymko |

#### Grupa C
Tabela
| Lp. | Drużyna                    | Mecze | Mecze   | Mecze   | Pkt | Sety | Sety | Sety  | Małe punkty | Małe punkty | Małe punkty |
| Lp. | Drużyna                    | M     | W (3:2) | P (2:3) | Pkt | wyg. | prz. | ratio | zdob.       | str.        | ratio       |
| --- | -------------------------- | ----- | ------- | ------- | --- | ---- | ---- | ----- | ----------- | ----------- | ----------- |
| 1   | NUFWSU                     | 3     | 3 (1)   | 0 (0)   | 8   | 9    | 4    | 2.250 | 296         | 268         | 1.104       |
| 2   | UżNU                       | 3     | 2 (1)   | 1 (1)   | 6   | 8    | 5    | 1.600 | 294         | 252         | 1.167       |
| 3   | Uniwersytet Łesi Ukrainki  | 3     | 1 (0)   | 2 (1)   | 4   | 6    | 7    | 0.857 | 264         | 269         | 0.981       |
| 4   | Policija ochorony Tarnopol | 3     | 0 (0)   | 3 (0)   | 0   | 2    | 9    | 0.222 | 205         | 270         | 0.759       |

Źródło: 
Punktacja: 3:0 i 3:1 – 3 pkt; 3:2 – 2 pkt; 2:3 – 1 pkt; 1:3 i 0:3 – 0 pkt
Zasady ustalania kolejności: 1. liczba zwycięstw; 2. liczba punktów; 3. stosunek setów; 4. stosunek małych punktów; 5. bilans w bezpośrednich meczach
Wyniki spotkań
| 13.10.2023 17:00 (UTC+3) | NUFWSU | 3:1 (25:23, 25:20, 26:28, 25:15) raport | Policija ochorony Tarnopol | Layar Palace, Chyrów Sędziowie: Ołeh Marycz i Witalij Jacyk |

| 13.10.2023 19:00 (UTC+3) | UżNU | 3:2 (23:25, 25:13, 25:23, 23:25, 15:10) raport | Uniwersytet Łesi Ukrainki | Layar Palace, Chyrów Sędziowie: Serhij Ławrenczuk i Ołeh Marycz |

| 14.10.2023 15:00 (UTC+3) | Policija ochorony Tarnopol | 1:3 (15:25, 25:19, 12:25, 11:25) raport | Uniwersytet Łesi Ukrainki | Layar Palace, Chyrów Sędziowie: Serhij Ławrenczuk i Ołeh Marycz |

| 14.10.2023 17:00 (UTC+3) | NUFWSU | 3:2 (25:22, 12:25, 23:25, 25:23, 15:13) raport | UżNU | Layar Palace, Chyrów Sędziowie: Serhij Ławrenczuk i Witalij Jacyk |

| 15.10.2023 11:00 (UTC+3) | UżNU | 3:0 (25:17, 25:20, 25:19) raport | Policija ochorony Tarnopol | Layar Palace, Chyrów Sędziowie: Ołeh Marycz i Witalij Jacyk |

| 15.10.2023 13:00 (UTC+3) | Uniwersytet Łesi Ukrainki | 1:3 (25:20, 13:25, 15:25, 21:25) raport | NUFWSU | Layar Palace, Chyrów Sędziowie: Serhij Ławrenczuk i Ołeh Marycz |

#### Grupa D
Tabela
| Lp. | Drużyna                        | Mecze | Mecze   | Mecze   | Pkt | Sety | Sety | Sety  | Małe punkty | Małe punkty | Małe punkty |
| Lp. | Drużyna                        | M     | W (3:2) | P (2:3) | Pkt | wyg. | prz. | ratio | zdob.       | str.        | ratio       |
| --- | ------------------------------ | ----- | ------- | ------- | --- | ---- | ---- | ----- | ----------- | ----------- | ----------- |
| 1   | NUBiP Ukrainy                  | 3     | 3 (1)   | 0 (0)   | 8   | 9    | 2    | 4.500 | 260         | 214         | 1.215       |
| 2   | WK Irpień                      | 3     | 2 (0)   | 1 (1)   | 7   | 8    | 3    | 2.667 | 255         | 222         | 1.149       |
| 3   | Doneczczyna-KDIUSSZ №1         | 3     | 1 (0)   | 2 (0)   | 3   | 3    | 7    | 0.429 | 202         | 242         | 0.835       |
| 4   | Winnicka obłasna SDIUSSZ-SZWSM | 3     | 0 (0)   | 3 (0)   | 0   | 1    | 9    | 0.111 | 206         | 245         | 0.841       |

Źródło: 
Punktacja: 3:0 i 3:1 – 3 pkt; 3:2 – 2 pkt; 2:3 – 1 pkt; 1:3 i 0:3 – 0 pkt
Zasady ustalania kolejności: 1. liczba zwycięstw; 2. liczba punktów; 3. stosunek setów; 4. stosunek małych punktów; 5. bilans w bezpośrednich meczach
Wyniki spotkań
| 13.10.2023 16:00 (UTC+3) | NUBiP Ukrainy | 3:0 (25:18, 25:16, 25:23) raport | Winnicka obłasna SDIUSSZ-SZWSM | Sportywnyj kompłeks NUBiP Ukrainy, Kijów Sędziowie: Witalij Kopacz i Pawło Sawycz |

| 13.10.2023 18:00 (UTC+3) | Doneczczyna-KDIUSSZ №1 | 0:3 (21:25, 19:25, 15:25) raport | WK Irpień | Sportywnyj kompłeks NUBiP Ukrainy, Kijów Sędziowie: Pawło Sawycz i Witalij Kopacz |

| 14.10.2023 11:00 (UTC+3) | Winnicka obłasna SDIUSSZ-SZWSM | 0:3 (18:25, 19:25, 20:25) raport | WK Irpień | Sportywnyj kompłeks NUBiP Ukrainy, Kijów Sędziowie: Witalij Kopacz i Pawło Sawycz |

| 14.10.2023 13:00 (UTC+3) | NUBiP Ukrainy | 3:0 (25:20, 25:14, 25:18) raport | Doneczczyna-KDIUSSZ №1 | Sportywnyj kompłeks NUBiP Ukrainy, Kijów Sędziowie: Pawło Sawycz i Witalij Kopacz |

| 15.10.2023 11:00 (UTC+3) | Doneczczyna-KDIUSSZ №1 | 3:1 (25:23, 19:25, 26:24, 25:20) raport | Winnicka obłasna SDIUSSZ-SZWSM | Sportywnyj kompłeks NUBiP Ukrainy, Kijów Sędziowie: Witalij Kopacz i Pawło Sawycz |

| 15.10.2023 13:00 (UTC+3) | WK Irpień | 2:3 (25:23, 22:25, 22:25, 25:22, 11:15) raport | NUBiP Ukrainy | Sportywnyj kompłeks NUBiP Ukrainy, Kijów Sędziowie: Pawło Sawycz i Witalij Kopacz |

### II runda
awans do III rundy

#### Grupa E
Tabela
| Lp. | Drużyna            | Mecze | Mecze   | Mecze   | Pkt | Sety | Sety | Sety  | Małe punkty | Małe punkty | Małe punkty |
| Lp. | Drużyna            | M     | W (3:2) | P (2:3) | Pkt | wyg. | prz. | ratio | zdob.       | str.        | ratio       |
| --- | ------------------ | ----- | ------- | ------- | --- | ---- | ---- | ----- | ----------- | ----------- | ----------- |
| 1   | WK Bachmut-SZWSM   | 3     | 3 (0)   | 0 (0)   | 9   | 9    | 1    | 9.000 | 254         | 188         | 1.351       |
| 2   | Krywbas Krzywy Róg | 3     | 2 (0)   | 1 (0)   | 6   | 7    | 3    | 2.333 | 244         | 228         | 1.070       |
| 3   | NUFWSU             | 3     | 1 (0)   | 2 (0)   | 3   | 3    | 6    | 0.500 | 189         | 208         | 0.909       |
| 4   | WK Irpień-Molodist | 3     | 0 (0)   | 3 (0)   | 0   | 0    | 9    | 0.000 | 162         | 225         | 0.720       |

Źródło: 
Punktacja: 3:0 i 3:1 – 3 pkt; 3:2 – 2 pkt; 2:3 – 1 pkt; 1:3 i 0:3 – 0 pkt
Zasady ustalania kolejności: 1. liczba zwycięstw; 2. liczba punktów; 3. stosunek setów; 4. stosunek małych punktów; 5. bilans w bezpośrednich meczach
Wyniki spotkań
| 24.11.2023 15:00 (UTC+2) | Krywbas Krzywy Róg | 3:0 (25:21, 25:23, 25:16) raport | WK Irpień-Molodist | Dnipro Sędziowie: Ołeksandr Mychajłow i Witalij Szczerbyna |

| 24.11.2023 17:00 (UTC+2) | NUFWSU | 0:3 (17:25, 13:25, 20:25) raport | WK Bachmut-SZWSM | Dniepr Sędziowie: Witalij Szczerbyna i Ołeksandr Mychajłow |

| 25.11.2023 12:00 (UTC+2) | WK Irpień-Molodist | 0:3 (20:25, 14:25, 23:25) raport | NUFWSU | Dnipro Sędziowie: Ołeksandr Mychajłow i Witalij Szczerbyna |

| 25.11.2023 14:00 (UTC+2) | WK Bachmut-SZWSM | 3:1 (25:22, 29:31, 25:22, 25:18) raport | Krywbas Krzywy Róg | Dnipro Sędziowie: Witalij Szczerbyna i Ołeksandr Mychajłow |

| 26.11.2023 11:00 (UTC+2) | WK Bachmut-SZWSM | 3:0 (25:16, 25:11, 25:18) raport | WK Irpień-Molodist | Dnipro Sędziowie: Witalij Szczerbyna i Ołeksandr Mychajłow |

| 26.11.2023 13:00 (UTC+2) | Krywbas Krzywy Róg | 3:0 (25:22, 25:18, 26:24) raport | NUFWSU | Dnipro Sędziowie: Ołeksandr Mychajłow i Witalij Szczerbyna |

#### Grupa F
Tabela
| Lp. | Drużyna               | Mecze | Mecze   | Mecze   | Pkt | Sety | Sety | Sety  | Małe punkty | Małe punkty | Małe punkty |
| Lp. | Drużyna               | M     | W (3:2) | P (2:3) | Pkt | wyg. | prz. | ratio | zdob.       | str.        | ratio       |
| --- | --------------------- | ----- | ------- | ------- | --- | ---- | ---- | ----- | ----------- | ----------- | ----------- |
| 1   | MSK Dnipro Czerkasy   | 3     | 3 (0)   | 0 (0)   | 9   | 9    | 1    | 9.000 | 249         | 207         | 1.203       |
| 2   | NUBiP Ukrainy         | 3     | 1 (0)   | 2 (1)   | 4   | 5    | 7    | 0.714 | 260         | 262         | 0.992       |
| 3   | Chotynśki kozaky      | 3     | 1 (0)   | 2 (0)   | 3   | 4    | 6    | 0.667 | 237         | 245         | 0.967       |
| 4   | CHAES-NAEK Niecieszyn | 3     | 1 (1)   | 2 (0)   | 2   | 4    | 8    | 0.500 | 258         | 290         | 0.890       |

Źródło: 
Punktacja: 3:0 i 3:1 – 3 pkt; 3:2 – 2 pkt; 2:3 – 1 pkt; 1:3 i 0:3 – 0 pkt
Zasady ustalania kolejności: 1. liczba zwycięstw; 2. liczba punktów; 3. stosunek setów; 4. stosunek małych punktów; 5. bilans w bezpośrednich meczach
Wyniki spotkań
| 24.11.2023 17:00 (UTC+2) | Chotynśki kozaky | 3:0 (36:34, 25:16, 25:23) raport | CHAES-NAEK Niecieszyn | Layar Palace, Chyrów Sędziowie: Pawło Sawycz i Iwan Wysoczanski |

| 24.11.2023 19:00 (UTC+2) | MSK Dnipro Czerkasy | 3:0 (25:22, 25:15, 25:21) raport | NUBiP Ukrainy | Layar Palace, Chyrów Sędziowie: Iwan Wysoczanski i Pawło Sawycz |

| 25.11.2023 14:00 (UTC+2) | CHAES-NAEK Niecieszyn | 3:2 (17:25, 25:21, 25:22, 18:25, 15:13) raport | NUBiP Ukrainy | Layar Palace, Chyrów Sędziowie: Iwan Wysoczanski i Pawło Sawycz |

| 25.11.2023 16:00 (UTC+2) | Chotynśki kozaky | 0:3 (19:25, 21:25, 24:26) raport | MSK Dnipro Czerkasy | Layar Palace, Chyrów Sędziowie: Pawło Sawycz i Iwan Wysoczanski |

| 26.11.2023 10:00 (UTC+2) | MSK Dnipro Czerkasy | 3:1 (25:20, 23:25, 25:18, 25:22) raport | CHAES-NAEK Niecieszyn | Layar Palace, Chyrów Sędziowie: Iwan Wysoczanski i Pawło Sawycz |

| 26.11.2023 12:00 (UTC+2) | NUBiP Ukrainy | 3:1 (25:21, 21:25, 25:19, 25:22) raport | Chotynśki kozaky | Layar Palace, Chyrów Sędziowie: Pawło Sawycz i Iwan Wysoczanski |

#### Grupa G
Tabela
| Lp. | Drużyna             | Mecze | Mecze   | Mecze   | Pkt | Sety | Sety | Sety  | Małe punkty | Małe punkty | Małe punkty |
| Lp. | Drużyna             | M     | W (3:2) | P (2:3) | Pkt | wyg. | prz. | ratio | zdob.       | str.        | ratio       |
| --- | ------------------- | ----- | ------- | ------- | --- | ---- | ---- | ----- | ----------- | ----------- | ----------- |
| 1   | Podilla Chmielnicki | 3     | 3 (0)   | 0 (0)   | 9   | 9    | 3    | 3.000 | 304         | 267         | 1.139       |
| 2   | WK Horisz           | 3     | 2 (0)   | 1 (0)   | 6   | 7    | 5    | 1.400 | 267         | 270         | 0.989       |
| 3   | Pokuttia Śniatyn    | 3     | 1 (0)   | 2 (0)   | 3   | 5    | 6    | 0.833 | 248         | 237         | 1.046       |
| 4   | UżNU                | 3     | 0 (0)   | 3 (0)   | 0   | 2    | 9    | 0.222 | 224         | 269         | 0.833       |

Źródło: 
Punktacja: 3:0 i 3:1 – 3 pkt; 3:2 – 2 pkt; 2:3 – 1 pkt; 1:3 i 0:3 – 0 pkt
Zasady ustalania kolejności: 1. liczba zwycięstw; 2. liczba punktów; 3. stosunek setów; 4. stosunek małych punktów; 5. bilans w bezpośrednich meczach
Wyniki spotkań
| 24.11.2023 16:00 (UTC+2) | Podilla Chmielnicki | 3:1 (25:18, 27:29, 25:18, 25:23) raport | WK Horisz | Sportywnyj kompłeks "Novator", Chmielnicki Sędziowie: Iwan Waskan i Nazarij Kłymko |

| 24.11.2023 18:00 (UTC+2) | Pokuttia Śniatyn | 3:0 (25:18, 25:11, 25:21) raport | UżNU | Sportywnyj kompłeks "Novator", Chmielnicki Sędziowie: Nazarij Kłymko i Iwan Waskan |

| 25.11.2023 16:00 (UTC+2) | WK Horisz | 3:1 (25:16, 25:17, 18:25, 26:24) raport | UżNU | Sportywnyj kompłeks "Novator", Chmielnicki Sędziowie: Iwan Waskan i Nazarij Kłymko |

| 25.11.2023 18:00 (UTC+2) | Podilla Chmielnicki | 3:1 (25:18, 25:20, 27:29, 25:20) raport | Pokuttia Śniatyn | Sportywnyj kompłeks "Novator", Chmielnicki Sędziowie: Iwan Waskan i Nazarij Kłymko |

| 26.11.2023 11:00 (UTC+2) | Pokuttia Śniatyn | 1:3 (25:10, 18:25, 23:25, 20:25) raport | WK Horisz | Sportywnyj kompłeks "Novator", Chmielnicki Sędziowie: Nazarij Kłymko i Iwan Waskan |

| 26.11.2023 13:00 (UTC+2) | UżNU | 1:3 (20:25, 27:25, 23:25, 22:25) raport | Podilla Chmielnicki | Sportywnyj kompłeks "Novator", Chmielnicki Sędziowie: Iwan Waskan i Nazarij Kłymko |

### III runda
awans do ćwierćfinału

#### Grupa H
Tabela
| Lp. | Drużyna                            | Mecze | Mecze   | Mecze   | Pkt | Sety | Sety | Sety  | Małe punkty | Małe punkty | Małe punkty |
| Lp. | Drużyna                            | M     | W (3:2) | P (2:3) | Pkt | wyg. | prz. | ratio | zdob.       | str.        | ratio       |
| --- | ---------------------------------- | ----- | ------- | ------- | --- | ---- | ---- | ----- | ----------- | ----------- | ----------- |
| 1   | WK MHP-Ładyżyn-SZWSM-Kołos Winnica | 2     | 2 (0)   | 0 (0)   | 6   | 6    | 1    | 6.000 | 173         | 136         | 1.272       |
| 2   | Podilla Chmielnicki                | 2     | 1 (0)   | 1 (0)   | 3   | 4    | 4    | 1.000 | 172         | 181         | 0.950       |
| 3   | NUBiP Ukrainy                      | 2     | 0 (0)   | 2 (0)   | 0   | 1    | 6    | 0.167 | 139         | 167         | 0.832       |

Źródło: 
Punktacja: 3:0 i 3:1 – 3 pkt; 3:2 – 2 pkt; 2:3 – 1 pkt; 1:3 i 0:3 – 0 pkt
Zasady ustalania kolejności: 1. liczba zwycięstw; 2. liczba punktów; 3. stosunek setów; 4. stosunek małych punktów; 5. bilans w bezpośrednich meczach
Wyniki spotkań
| 26.12.2023 16:00 (UTC+2) | WK MHP-Ładyżyn-SZWSM-Kołos Winnica | 3:0 (25:13, 25:22, 25:21) raport | NUBiP Ukrainy | TRHK "Soniaczna Dołyna", Bojany Sędziowie: Witalij Szczerbyna i Serhij Hulka |

| 27.12.2023 16:00 (UTC+2) | NUBiP Ukrainy | 1:3 (23:25, 25:17, 16:25, 19:25) raport | Podilla Chmielnicki | TRHK "Soniaczna Dołyna", Bojany Sędziowie: Dmytro Ostapjuk i Andrij Kowalczuk |

| 28.12.2023 16:00 (UTC+2) | WK MHP-Ładyżyn-SZWSM-Kołos Winnica | 3:1 (23:25, 25:16, 25:20, 25:19) raport | Podilla Chmielnicki | TRHK "Soniaczna Dołyna", Bojany Sędziowie: Andrij Kowalczuk i Serhij Hulka |

#### Grupa I
Tabela
| Lp. | Drużyna                                | Mecze | Mecze   | Mecze   | Pkt | Sety | Sety | Sety  | Małe punkty | Małe punkty | Małe punkty |
| Lp. | Drużyna                                | M     | W (3:2) | P (2:3) | Pkt | wyg. | prz. | ratio | zdob.       | str.        | ratio       |
| --- | -------------------------------------- | ----- | ------- | ------- | --- | ---- | ---- | ----- | ----------- | ----------- | ----------- |
| 1   | Policija ochorony-ZUNU-Dynamo Tarnopol | 2     | 2 (0)   | 0 (0)   | 6   | 6    | 0    | MAX   | 151         | 115         | 1.313       |
| 2   | WK Bachmut-SZWSM                       | 2     | 1 (0)   | 1 (0)   | 3   | 3    | 4    | 0.750 | 153         | 155         | 0.987       |
| 3   | Pokuttia Śniatyn                       | 2     | 0 (0)   | 2 (0)   | 0   | 1    | 6    | 0.167 | 139         | 173         | 0.803       |

Źródło: 
Punktacja: 3:0 i 3:1 – 3 pkt; 3:2 – 2 pkt; 2:3 – 1 pkt; 1:3 i 0:3 – 0 pkt
Zasady ustalania kolejności: 1. liczba zwycięstw; 2. liczba punktów; 3. stosunek setów; 4. stosunek małych punktów; 5. bilans w bezpośrednich meczach
Wyniki spotkań
| 26.12.2023 17:30 (UTC+2) | Policija ochorony-ZUNU-Dynamo Tarnopol | 3:0 (25:19, 25:16, 26:24) raport | Pokuttia Śniatyn | Arena PVLU, Hodyliw Sędziowie: Witalij Parszyn i Andrij Kowalczuk |

| 27.12.2023 17:30 (UTC+2) | Pokuttia Śniatyn | 1:3 (25:22, 23:25, 13:25, 19:25) raport | WK Bachmut-SZWSM | Arena PVLU, Hodyliw Sędziowie: Mychajło Medwidʹ i Wołodymyr Pajewski |

| 28.12.2023 17:30 (UTC+2) | Policija ochorony-ZUNU-Dynamo Tarnopol | 3:0 (25:18, 25:20, 25:18) raport | WK Bachmut-SZWSM | Arena PVLU, Hodyliw Sędziowie: Mychajło Medwidʹ i Witalij Szczerbyna |

#### Grupa J
Tabela
| Lp. | Drużyna                       | Mecze | Mecze   | Mecze   | Pkt | Sety | Sety | Sety  | Małe punkty | Małe punkty | Małe punkty |
| Lp. | Drużyna                       | M     | W (3:2) | P (2:3) | Pkt | wyg. | prz. | ratio | zdob.       | str.        | ratio       |
| --- | ----------------------------- | ----- | ------- | ------- | --- | ---- | ---- | ----- | ----------- | ----------- | ----------- |
| 1   | WK Reszetyliwka-Barkom-Każany | 3     | 3 (0)   | 0 (0)   | 9   | 6    | 0    | MAX   | 150         | 94          | 1.596       |
| 2   | Burewisnyk-SzWSM Czernihów    | 2     | 1 (0)   | 1 (0)   | 3   | 3    | 3    | 1.000 | 125         | 122         | 1.025       |
| 3   | Krywbas Krzywy Róg            | 2     | 0 (0)   | 2 (0)   | 0   | 0    | 6    | 0.000 | 91          | 150         | 0.607       |

Źródło: 
Punktacja: 3:0 i 3:1 – 3 pkt; 3:2 – 2 pkt; 2:3 – 1 pkt; 1:3 i 0:3 – 0 pkt
Zasady ustalania kolejności: 1. liczba zwycięstw; 2. liczba punktów; 3. stosunek setów; 4. stosunek małych punktów; 5. bilans w bezpośrednich meczach
Wyniki spotkań
| 26.12.2023 19:00 (UTC+2) | WK Reszetyliwka-Barkom-Każany | 3:0 (25:14, 25:20, 25:10) raport | Krywbas Krzywy Róg | Sportkompłeks "Kołos", Reszetyliwka Sędziowie: Ołeh Iwanow i Jurij Teslicki |

| 27.12.2023 14:00 (UTC+2) | Krywbas Krzywy Róg | 0:3 (20:25, 10:25, 17:25) raport | Burewisnyk-SzWSM Czernihów | Sportkompłeks "Kołos", Reszetyliwka Sędziowie: Jurij Teslicki i Ołeh Iwanow |

| 28.12.2023 13:00 (UTC+2) | WK Reszetyliwka-Barkom-Każany | 3:0 (25:23, 25:16, 25:11) raport | Burewisnyk-SzWSM Czernihów | Sportkompłeks "Kołos", Reszetyliwka Sędziowie: Ołeh Iwanow i Jurij Teslicki |

#### Grupa K
Tabela
| Lp. | Drużyna                 | Mecze | Mecze   | Mecze   | Pkt | Sety | Sety | Sety  | Małe punkty | Małe punkty | Małe punkty |
| Lp. | Drużyna                 | M     | W (3:2) | P (2:3) | Pkt | wyg. | prz. | ratio | zdob.       | str.        | ratio       |
| --- | ----------------------- | ----- | ------- | ------- | --- | ---- | ---- | ----- | ----------- | ----------- | ----------- |
| 1   | WSK Bukowyna Czerniowce | 2     | 2 (0)   | 0 (0)   | 6   | 6    | 1    | 6.000 | 182         | 145         | 1.255       |
| 2   | MSK Dnipro Czerkasy     | 2     | 1 (0)   | 1 (0)   | 3   | 4    | 3    | 1.333 | 167         | 168         | 0.994       |
| 3   | WK Horisz               | 2     | 0 (0)   | 2 (0)   | 0   | 0    | 6    | 0.000 | 114         | 150         | 0.760       |

Źródło: 
Punktacja: 3:0 i 3:1 – 3 pkt; 3:2 – 2 pkt; 2:3 – 1 pkt; 1:3 i 0:3 – 0 pkt
Zasady ustalania kolejności: 1. liczba zwycięstw; 2. liczba punktów; 3. stosunek setów; 4. stosunek małych punktów; 5. bilans w bezpośrednich meczach
Wyniki spotkań
| 26.12.2023 15:00 (UTC+2) | WSK Bukowyna Czerniowce | 3:0 (25:21, 25:14, 25:18) raport | WK Horisz | Arena PVLU, Hodyliw Sędziowie: Andrij Kowalczuk i Witalij Parszyn |

| 27.12.2023 15:00 (UTC+2) | WK Horisz | 0:3 (21:25, 22:25, 18:25) raport | MSK Dnipro Czerkasy | Arena PVLU, Hodyliw Sędziowie: Wołodymyr Pajewski i Mychajło Medwidʹ |

| 28.12.2023 10:00 (UTC+2) | WSK Bukowyna Czerniowce | 3:1 (25:14, 34:32, 23:25, 25:21) raport | MSK Dnipro Czerkasy | Arena PVLU, Hodyliw Sędziowie: Wołodymyr Pajewski i Mychajło Medwidʹ |

### Turniej finałowy

#### Drabinka
|  |              |                                        |              |                              |   |                           |           |           |  |  |       |       |       |
|  | Ćwierćfinały | Ćwierćfinały                           | Ćwierćfinały |                              |   | Półfinały                 | Półfinały | Półfinały |  |  | Finał | Finał | Finał |
|  | Ćwierćfinały | Ćwierćfinały                           | Ćwierćfinały |                              |   | Półfinały                 | Półfinały | Półfinały |  |  | Finał | Finał | Finał |
|  |              |                                        |              |                              |   |                           |           |           |  |  |       |       |       |
|  |              |                                        |              |                              |   |                           |           |           |  |  |       |       |       |
|  | 1            | Prometej Dnipro                        | 3            |                              |   |                           |           |           |  |  |       |       |       |
|  | 1            | Prometej Dnipro                        | 3            |                              |   |                           |           |           |  |  |       |       |       |
|  |              | WK Reszetyliwka-Barkom-Każany          | 0            |                              |   |                           |           |           |  |  |       |       |       |
|  |              | WK Reszetyliwka-Barkom-Każany          | 0            |                              | 1 | Prometej Dnipro           | 3         |           |  |  |       |       |       |
|  |              |                                        |              |                              | 1 | Prometej Dnipro           | 3         |           |  |  |       |       |       |
|  |              |                                        | 4            | Żytyczi-Polissia Żytomierz   | 1 |                           |           |           |  |  |       |       |       |
|  | 4            | Żytyczi-Polissia Żytomierz             | 4            | Żytyczi-Polissia Żytomierz   | 1 | 3                         |           |           |  |  |       |       |       |
|  | 4            | Żytyczi-Polissia Żytomierz             |              |                              |   |                           |           |           |  |  |       |       |       |
|  |              | Policija ochorony-ZUNU-Dynamo Tarnopol | 1            |                              |   |                           |           |           |  |  |       |       |       |
|  |              | Policija ochorony-ZUNU-Dynamo Tarnopol | 1            |                              | 1 | Prometej Dnipro           | 2         |           |  |  |       |       |       |
|  |              |                                        |              |                              |   |                           |           |           |  |  |       |       |       |
|  |              |                                        | 2            | Epicentr-Podolany Horodok    | 3 |                           |           |           |  |  |       |       |       |
|  | 2            | Epicentr-Podolany Horodok              | 2            | Epicentr-Podolany Horodok    | 3 | 3                         |           |           |  |  |       |       |       |
|  | 2            | Epicentr-Podolany Horodok              |              |                              |   |                           |           |           |  |  |       |       |       |
|  |              | WSK Bukowyna Czerniowce                | 1            |                              |   |                           |           |           |  |  |       |       |       |
|  |              | WSK Bukowyna Czerniowce                | 1            |                              | 2 | Epicentr-Podolany Horodok | 3         |           |  |  |       |       |       |
|  |              |                                        |              |                              | 2 | Epicentr-Podolany Horodok | 3         |           |  |  |       |       |       |
|  |              |                                        | 3            | Jurydyczna akademіja Charków | 1 |                           |           |           |  |  |       |       |       |
|  | 3            | Jurydyczna akademіja Charków           | 3            | Jurydyczna akademіja Charków | 1 | 3                         |           |           |  |  |       |       |       |
|  | 3            | Jurydyczna akademіja Charków           |              |                              |   |                           |           |           |  |  |       |       |       |
|  |              | WK MHP-Ładyżyn-SZWSM-Kołos Winnica     | 0            |                              |   |                           |           |           |  |  |       |       |       |
|  |              | WK MHP-Ładyżyn-SZWSM-Kołos Winnica     | 0            |                              |   |                           |           |           |  |  |       |       |       |

Źródło: 

#### Ćwierćfinały
| 15.03.2024 11:30 (UTC+2) | Prometej Dnipro | 3:0 (25:17, 25:17, 25:19) raport | WK Reszetyliwka-Barkom-Każany | Arena PVLU, Hodyliw Sędziowie: Ołeksandr Osadczy i Mychajło Medwidʹ |

| 15.03.2024 14:00 (UTC+2) | Żytyczi-Polissia Żytomierz | 3:1 (25:19, 24:26, 25:23, 25:23) raport | Policija ochorony-ZUNU-Dynamo Tarnopol | Arena PVLU, Hodyliw Sędziowie: Ołeh Iwanow i Wołodymyr Pajewski |

| 15.03.2024 16:30 (UTC+2) | Jurydyczna akademіja Charków | 3:1 (25:11, 19:25, 25:19, 25:22) raport | WK MHP-Ładyżyn-SZWSM-Kołos Winnica | Arena PVLU, Hodyliw Sędziowie: Mychajło Medwidʹ i Ołeksandr Osadczy |

| 15.03.2024 19:00 (UTC+2) | Epicentr-Podolany Horodok | 3:0 (25:19, 25:18, 25:22) raport | WSK Bukowyna Czerniowce | Arena PVLU, Hodyliw Sędziowie: Wołodymyr Pajewski i Ołeh Iwanow |

#### Półfinały
| 16.03.2024 12:30 (UTC+2) | Prometej Dnipro | 3:1 (25:21, 23:25, 25:18, 25:15) raport | Żytyczi-Polissia Żytomierz | Arena PVLU, Hodyliw Sędziowie: Mychajło Medwidʹ i Ołeksandr Osadczy |

| 16.03.2024 15:30 (UTC+2) | Epicentr-Podolany Horodok | 3:1 (22:25, 25:21, 25:15, 25:20) raport | Jurydyczna akademіja Charków | Arena PVLU, Hodyliw Sędziowie: Wołodymyr Pajewski i Ołeh Iwanow |

#### Mecz o 3. miejsce
| 17.03.2024 10:30 (UTC+2) | Żytyczi-Polissia Żytomierz | 3:1 (24:26, 25:15, 25:18, 25:19) raport | Jurydyczna akademіja Charków | Arena PVLU, Hodyliw Sędziowie: Ołeksandr Osadczy i Ołeh Iwanow |

#### Finał
| 17.03.2024 13:30 (UTC+2) | Prometej Dnipro | 2:3 (22:25, 26:24, 23:25, 25:17, 13:15) raport | Epicentr-Podolany Horodok | Arena PVLU, Hodyliw Sędziowie: Mychajło Medwidʹ i Wołodymyr Pajewski |